# Victorine von Gonzenbach
Victorine von Gonzenbach (* 29. April 1921 in Zürich; † 10. Februar 2016 in Fiesch) war eine Schweizer Klassische Archäologin.

## Leben
Die Tochter des Mediziners Wilhelm von Gonzenbach studierte zunächst Medizin an der Universität Genf. Nach kurzer Zeit wechselte sie jedoch zu den Fächern Klassische Archäologie bei Waldemar Deonna und Paul Collart, Urgeschichte bei Eugène Pittard sowie Klassische Philologie, Papyrologie und Sanskrit. Ab 1942 führte sie ihre Studien an der Universität Zürich bei Arnold von Salis (Klassische Archäologie), Emil Vogt (Urgeschichte), Ernst Howald (Griechisch) und Ernst Meyer (Alte Geschichte) weiter. Später setzte sie das Studium der Klassischen Archäologie bei Karl Schefold an der Universität Basel und wieder bei Arnold von Salis in Zürich fort. 1947 wurde sie in Zürich promoviert. Nach einer Assistentenstelle im Jahr 1947 bei Rudolf Laur-Belart in Basel folgte ein Studienaufenthalt in Rom und eine Assistentenstelle an der Universität Basel. 1951 wurde sie als Direktorin ad interim an das Vindonissa-Museum berufen. Hier oblagen ihr bis 1952 die Betreuung der Sammlung, die Ausgrabungen sowie die Öffentlichkeitsarbeit. In den folgenden Jahren besorgte von Gonzenbach im Rahmen von Aufträgen 1953/1954 die Aufarbeitung der Keramik aus den Ausgrabungen auf der Berner Engehalbinsel und 1956 bis 1958 die Neugestaltung der Dauerausstellung des Römischen Museums in Avenches. 1957 habilitierte sie sich an der Universität Zürich und lehrte dort von 1957 bis 1963.
1959 heiratete sie den Archäologen Christoph W. Clairmont und ging mit diesem in die USA. Sie erhielt 1965 bis 1967 eine Einladung als Visiting scholar an das Institute for Advanced Study nach Princeton. Da Christoph W. Clairmont an die Rutgers University berufen wurde, blieben die beiden bis 1985 in den Vereinigten Staaten. Sie lebte zuletzt in Ernen und danach bis zu ihrem Tod im Seniorenheim St. Theodul in Fiesch (beide Kanton Wallis).

## Schriften (Auswahl)
- Die Cortaillodkultur in der Schweiz (= Monographien zur Ur- und Frühgeschichte der Schweiz 7). Birkhäuser, Basel 1949 (= Dissertation).
- Untersuchungen zu den Knabenweihen im Isiskult der römischen Kaiserzeit (= Antiquitas. Reihe 1, Band 4). Habelt, Bonn 1957 (= Habilitationsschrift).
- Die römischen Mosaiken der Schweiz (= Monographien zur Ur- und Frühgeschichte der Schweiz 13). Birkhäuser, Basel 1961.
- Achillesplatte. In: Herbert A. Cahn, Annemarie Kaufmann-Heinimann (Hrsg.): Der spätrömische Silberschatz von Kaiseraugst (= Basler Beiträge zur Ur- und Frühgeschichte. Band 9). Habegger, Derendingen 1984, ISBN 3-85723-147-9, S. 225–315.
- Die römischen Terracotten in der Schweiz (Handbuch der Schweiz zur Römer- und Merowingerzeit). 2 Bände. Francke, Tübingen/ Basel 1986–1995, ISBN 3-317-01633-7, ISBN 3-7720-1632-4.
- Schriften zu Vindonissa und seinen Truppen (= Veröffentlichungen der Gesellschaft Pro Vindonissa. 10). Brugg 1991, ISBN 3-907549-3.